# Cozuelos de Fuentidueña
Cozuelos de Fuentidueña ist ein Ort und eine nordspanische Gemeinde (municipio) mit 105 Einwohnern (Stand: 2024) in der Provinz Segovia in der Autonomen Gemeinschaft Kastilien-León. Bis 1985 war Cozuelos de Fuentidueña Teil der Nachbargemeinde Fuentesaúco de Fuentidueña.

## Lage und Klima
Die Gemeinde Cozuelos de Fuentidueña liegt etwa 59 km (Fahrtstrecke) nördlich von Segovia in einer mittleren Höhe von ca. 870 m. Das Klima ist im Winter rau, im Sommer dagegen gemäßigt bis warm; Regen (ca. 499 mm/Jahr) fällt übers Jahr verteilt.

## Bevölkerungsentwicklung
| Jahr      | 1986 | 1991 | 2001 | 2011 | 2021 |
| Einwohner | 283  | 249  | 186  | 150  | 120  |

## Sehenswürdigkeiten
- Kirche Mariä Himmelfahrt (Iglesia de Nuestra Señora de la Asunción)
- Rochuskapelle

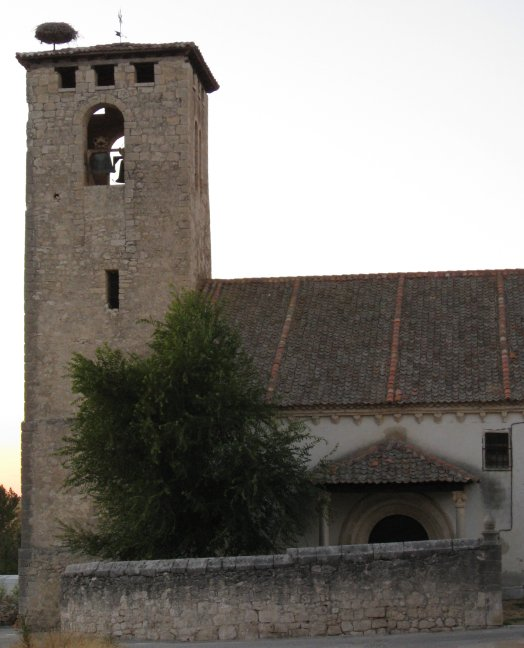
Kirche Mariä Himmelfahrt
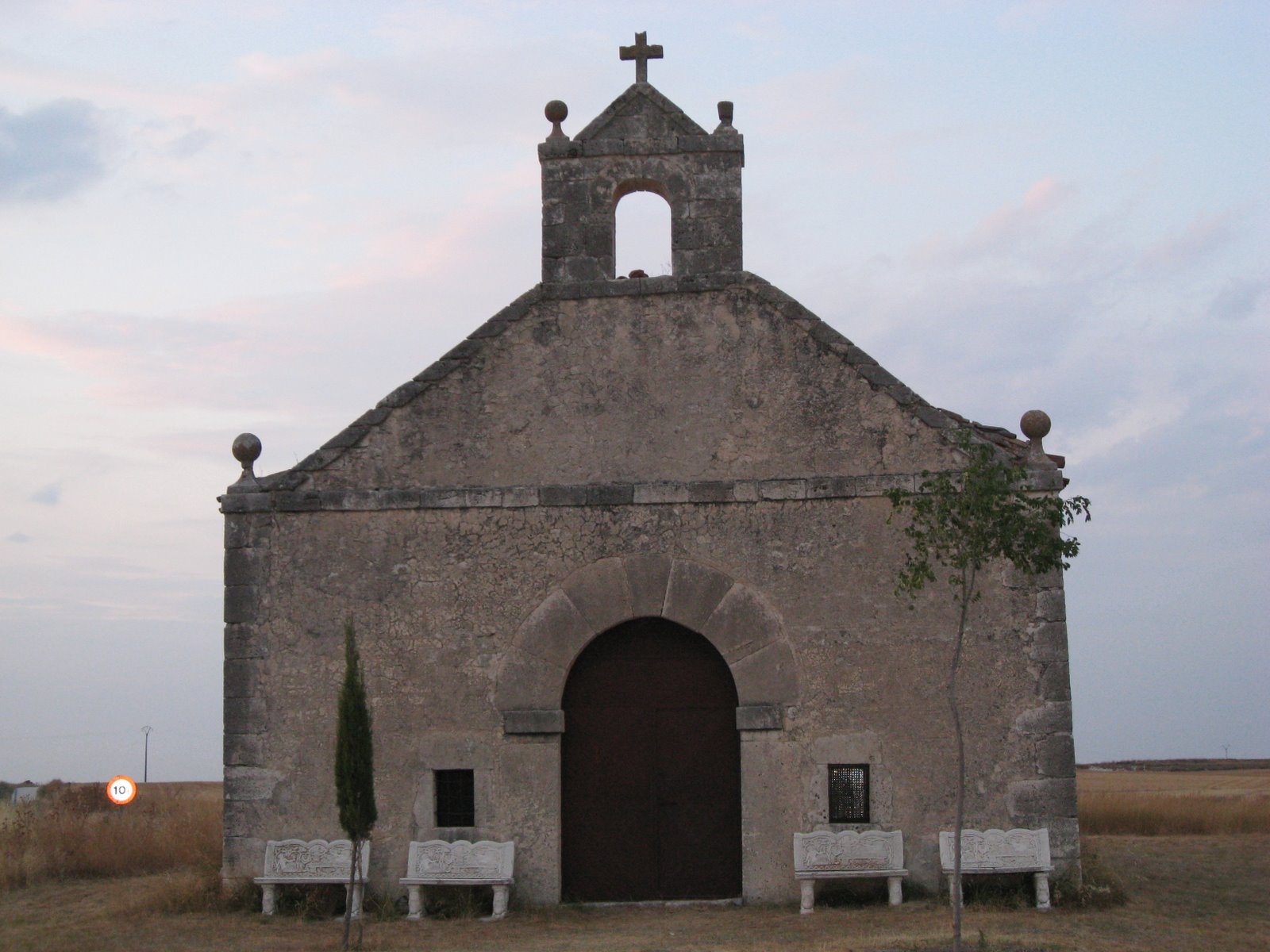
Rochuskapelle